# 마쓰다이라 사다나오

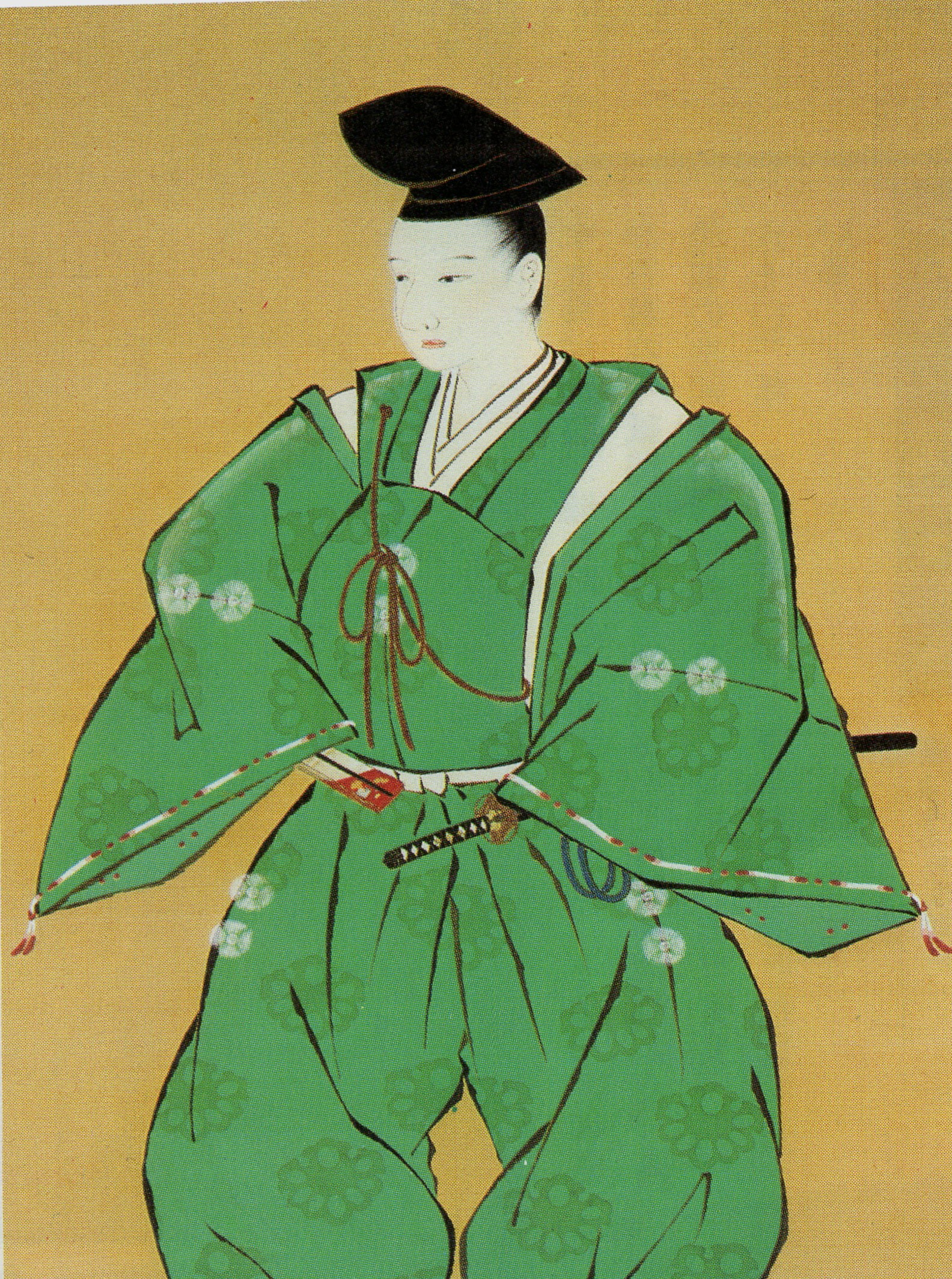
마쓰다이라 사다나오

마쓰다이라 사다나오(일본어: 松平定直, 1660년 2월 29일 ~ 1720년 11월 24일)는 이요 마쓰야마 번 제4대 번주이다. 사다카쓰계 히사마쓰 마쓰다이라 종가(定勝系久松松平家宗家) 제5대 당주. 친부는 이마바리번주 마쓰다이라 사다토키이며 사다나오는 그의 장남이다. 정실은 이나바 마사미치의 딸이다.
이요 마쓰야마 번 선대 번주인 마쓰다이라 사다나가는 사다나오의 재종형으로 마쓰야마 종가는 이마바리 분가의 양자를 들였다.
| 전임 마쓰다이라 사다나가 | 제4대 이요 마쓰야마 번 번주 (히사마쓰 마쓰다이라가, 사다카쓰계 종가) 1674년 ~ 1720년 | 후임 마쓰다이라 사다히데 |